# Bagus Setiadi
Bagus Setiadi (24 de junio de 1966) es un deportista indonesio que compitió en bádminton. Ganó una medalla de bronce en el Campeonato Mundial de Bádminton de 1991 en la prueba  de dobles.

## Palmarés internacional
| Campeonato Mundial | Campeonato Mundial     | Campeonato Mundial | Campeonato Mundial |
| Año                | Lugar                  | Medalla            | Prueba             |
| ------------------ | ---------------------- | ------------------ | ------------------ |
| 1991               | Copenhague (Dinamarca) | Medalla de bronce  | Dobles             |